# Planetshakers
Planetshakers é a banda de música de adoração contemporânea, uma parte central da Igreja Planetshakers em Melbourne, Austrália.
Com mais de 30 álbuns vendidos internacionalmente, a banda faz turnês anuais para os EUA, Reino Unido, Europa, África do Sul, Sudeste Asiático, América do Sul, Austrália e Nova Zelândia, e tem tido muito sucesso por ter sido indicada por várias GMA Dove Awards.

## História
Formada em Adelaide para a primeira Conferência Planetshakers em 1997, a banda pretende difundir a música de adoração contemporânea em todo o mundo. Eles agora estão baseados em Melbourne, na igreja Planetshakers, sob a liderança dos pastores Russell e Sam Evans. 
Em 2002, o cantor australiano Guy Sebastian, vencedor do concurso Australian Idol e ex-membro da banda Planetshakers, participou como vocalista e coros nos álbuns e conferências de 2002 e 2003.
Foi relatado em 2008 que Michael Guglielmucci, um ex-membro da banda Planetshakers, alegou fraudulentamente que ele estava morrendo de câncer. Durante este tempo Guglielmucci recebeu dinheiro de seguidores, que acreditavam que a doença era real. Guglielmucci também escreveu a canção "Healer" (Healer) para o álbum Saviour of the World (2007), uma canção de encorajamento para os crentes que sofrem de câncer. Guglielmucci explicou suas ações como resultado de um vício a longo prazo na pornografia.

## Membros da Banda
Atuais
- Jonathan Hunt – Diretor musical, líder de adoração, guitarra elétrica, teclado, piano
- Samantha Evans – Líder de adoração, voz de fundo
- Brian "BJ" Pridham – Líder de culto, vozes de fundo, violão, guitarra elétrica
- Rudy Nikkerud – Líder de adoração, voz de fundo, guitarra acústica
- Chelsi Nikkerud – Líder de adoração, vozes de fundo
- Steve Sowden – Líder de adoração, voz de fundo
- Natalie Ruiz – Líder de adoração, voz de fundo
- Joe Vatucicila – Líder de adoração, voz de fundo
- Natasha Ham – Líder de adoração, voz de fundo
- Uli Flores – Líder de adoración, voz de fondo
- Aimee Walker – Líder de adoração, voz de fundo
- Noah Walker – Líder de adoração, voz de fundo
- Andy Harrison – bateria, líder de adoração
- Scott Lim – teclado, piano
- Joshua Brown – teclado, piano
- Nicky Seow – teclado, piano
- Josh Ham – baixo
- Jesse McCarthy  – guitarra elétrica
- Zach Kellock – guitarra elétrica
- William Broome – guitarra elétrica
- Brendo Allen – bateria
- Jonathan Evans – bateria

Ex Membros
- Henry Seeley – Líder de adoração, voz de fundo, guitarra elétrica, guitarra acústica
- Guy Sebastian (2002-2003) –  voz
- Mark Peric –  baixo
- Mike Webber (até 2014) – bateria
- Liz Webber (até 2014) – voz de fundo
- Mitch Wong – teclado, piano, compositor (até 2020)
- Steph Wong – Líder de adoração, voz de fundo (até 2020)

## Prêmios
Em 2002, o álbum Open Up the Gates foi indicado ao Dove Award "Álbum de Adoração do ano".
O álbum Endless Praise: Live, que foi lançado em março de 2014, na parada Top Heatseekers Albums na Billboard, chego à número #3 lugare no chart Top Christian Albums também na Billboard foi posicionado em o número #16 lugar,o número #3 sendo a posição mais alta em toda a história da banda. O vídeo da música "Endless Praise" foi indicado ao GMA Dove Awards na categoria "Vídeo Musical em Longa-Metragem" do ano de 2014.
O álbum Nada es imposible, seu primeiro álbum em espanhol que foi lançado em 1 de julho de 2014, alcançou o #17 lugar na parada "Latin Pop Albums" na Billboard e foi indicado para várias categorias pelo Premios Arpa, incluindo: Melhor Álbum do Grupo Musical Cristão, Melhor Álbum de Rock Cristão e também foi nomeado o principal vocalista da banda Joth Hunt como Melhor Produtor Musical do Ano em espanhol.
O vídeo da música "This is Our Time" foi indicado ao GMA Dove Awards na categoria "Vídeo Musical em Longa-Metragem" do ano de 2014.
O vídeo da música "Letsgo" foi indicado ao GMA Dove Awards na categoria "Vídeo Musical em Longa-metragem" do ano de 2015.
O vídeo Overflow: Live foi indicado ao GMA Dove Awards na categoria "Vídeo Musical em Longa-Metragem" do ano de 2016.
Planetshakers foi nomeado para o GMA Dove Awards na categoria: "Álbum de língua espanhola do ano" "Sé quién eres tú (feat. Su Presencia)" do ano de 2016.
Planetshakers (feat. Su Presencia) foram nomeados para Premios Arpa em 2016 na categoria: "Melhor música em participação" "Sé quién eres tú".

## Discografia
A maioria dos álbuns é gravada ao vivo na conferência Planetshakers e é lançada pela Planetshakers Ministries International, Integrity Music e Venture3Media.

#### Série de álbuns
- When the Planet Rocked (janeiro de 2000) Ao Vivo na Conferência.
- So Amazing (janeiro de 2001) Ao Vivo na Conferência.
- Phenomena (álbum) (janeiro de 2001) Compilação. (Lançamento Internacional - Ao Vivo)
- Reflector (janeiro de 2002) Ao Vivo na Conferência.
- Open Up the Gates (abril de 2002) Estúdio Álbum.
- (My King) Praise & Worship (janeiro de 2003) Ao Vivo na Conferência.
- Rain Down (agosto de 2004) Estúdio Álbum.
- Evermore (janeiro de 2005) Ao Vivo na Conferência.
- Always and Forever (janeiro de2005) Álbum de Estúdio.
- Decade: Lift Up Your Eyes (janeiro de 2005) Ao Vivo na Conferência.
- Pick It Up (janeiro de 2006) Ao Vivo na Conferência
- Arise (janeiro de 2006) Estúdio Álbum.
- Praise Him (maio de 2006) Compilação.
- Worship Him: 25 of Planetshakers' Greatest Worship Anthems (maio de 2006)
- All That I Want: Live Praise and Worship (agosto de 2006) Ao Vivo na Conferência.
- Never Stop (janeiro de 2007) Estúdio Álbum.
- Saviour of the World (junh de 2007) Ao Vivo na Conferência.
- Free (janeiro de 2008) Ao Vivo na Planetshakers City Church.
- Beautiful Saviour (janeiro de 2008) Gravado ao vivo na Planetshakers City Church.
- All For Love (janeiro de 2008) Ao Vivo na Conferência.
- One (junho de  2009) Gravado ao vivo na conferência.
- Deeper (Live Worship from Planetshakers City Church) (outubro de 2009)
- Even Greater (março de 2010) Ao Vivo na Conferência.
- Nothing Is Impossible (junho de 2010) Studio Album - DVD Recorded Live at Planetshakers Conference de 2010
- Heal Our Land (abril de 2012) Recorded live at conference.
- Limitless (janeiro de 2013)  Recorded Live at Planetshakers Conference de 2012. (also a deluxe edition)
- Endless Praise: Live (março de 2014) Gravado ao vivo na conferência de 2013. (also a deluxe edition)
- Nada es Imposible (em espanhol, julho de 2014) Studio Album
- This Is Our Time: Live (outubro de 2014) Gravado ao vivo na conferência de 2014 (also a deluxe edition)
- Outback Worship Sessions (maio de 2015) Studio Album
- #LETSGO (setembro de 2015) Gravado ao vivo na conferência de 2015 (also a deluxe edition)
- Overflow: Live (setembro de 2016) Gravado ao vivo na conferência de 2016 (also a deluxe edition)
- Sé quién eres tú (em espanhol novembro de 2016) Studio Album'
- Legacy (en vivo, setembro de 2017) Gravado ao vivo em Melbourne, Manila, Kuala Lumpur. Edição especial do 20° aniversário da igreja Planetshakers. (also a deluxe edition)
- Legado (Versión en español de Legacy) (novembro de 2017) Studio Album
- Heaven on Earth (Ao vivo, outubro de 2018) (also a deluxe edition)
- Rain (setembro de 2019) Gravado ao vivo na conferência Rain de 2019
- It's Christmas (novembro de 2019)
- Over It All (novembro de 2020)
- It's Christmas Live (novembro de 2020)
- Revival (en vivo, setembro de 2021) (also a deluxe edition)
- Live At Chapel (en vivo, outubro de 2021)

#### EPs
- Momentum (Live in Manila) (EP) (Ao Vivo em Manila, março de 2016)
- Legacy, Part. 1: Alive Again (Ao Vivo, março de 2017)
- Legacy, Part. 2: Passion (Ao Vivo, julio de 2017)
- “Christmas Vol. 1” (dezembro de 2017)
- Heaven On Earth, Part. 1 (abril de 2018)
- Heaven On Earth, Part. 2 (julio de 2018)
- Heaven on Earth, Part. 3 (outubro de 2018)
- “Christmas Vol. 2” (novembro de 2018)
- “Rain, Part.1”  (janeiro de 2019)
- “Rain, Part.2” (abril de 2019)
- “Rain, Part.3” (agosto de 2019)
- “Glory, Part 1” (janeiro de 2020)
- “Glory, Part 2” (abril de 2020)

#### Singles
- Nothing Is Impossible (agosto de 2011)
- The Anthem (dezembro de 2012)
- Endless Praise (março de 2014)
- Leave Me Astounded (março de 2014)

- I Know Who You Are (Radio Single) (maio de 2016)
- Heaven on Earth (Radio Single) (outubro de 2018)
- Only Way (março de 2019)
- I Choose You (Live) (abril de 2019)
- Fall on Me (Live) (maio de 2019)
- Rain Your Glory Down (Live) (julio de 2019)
- Escolho a Ti (feat. Fenanda Brum) (em português) (outubro de 2019)
- So Good (Live) (fevereiro de 2020)
- All (Live) (março de 2020)
- I Remember (studio version) (maio de 2020)
- All Things New (Demo) (maio de 2020)
- Over It All (Demo) (maio de 2020)
- Chains Are Breaking (Demo) (junho de 2020)
- All I Can Say - Thank You (Demo) (junho de 2020)
- Caught up in Your Presence (Demo) (junho de 2020)
- Champion (Demo) (julio de 2020)
- Great Outpouring (Demo) (julio de 2020)
- So Fresh (Demo) (setembro de 2020)

#### Outros singles
- We Are One (The Live Experience) - The Potter's House & Planetshakers (junho de 2017)
- Your Presence (feat. Joni Lamb & The Daystar Singers & Band & Planetshakers) (agosto de 2021)

#### Planetshakers Kids
Em 2013, eles também apresentam a sua primeira produção de música infantil chamada Planetshakers Kids, bem como seu primeiro álbum de crianças chamado "Nothing Is Impossible". O álbum contém 16 músicas selecionadas da banda musical Planetshakers para estimular as crianças em louvor e adoração. O álbum Nothing Is Impossible foi nomeado pelo GMA Dove Awards como "Melhor Álbum do Ano pela Música Infantil".